# 金匱要略
『金匱要略』（きんきようりゃく）は、中国の古典医学書。『傷寒論』とともに東洋医学の薬物療法の古典として最も重要視されている。『傷寒論』は傷寒という急性熱性病の病状の変化とこれに対応する治療の法則を述べたのに対し、『金匱要略』は病類別に種々の病を取り上げ、その病理と治療方法とを述べた。

## 成立の経緯
『金匱要略』は『金匱玉函要略方論』（きんきぎょくかんようりゃくほうろん）とも言い、元来は後漢の張仲景が書いた『傷寒雑病論』の一部（『雑病』部）である（同書の詳細については「傷寒論」を参照）。
『傷寒雑病論』は、長年の戦乱と同書を門外不出の秘伝扱いにした一部医師の所業により、散逸して久しかった。そこで当時現存していた『傷寒』部のみが『傷寒論』として流布され、その他の病気を扱った『雑病』部は行方不明になった。ただ、孫思邈の『千金要方』などの引用部分から大体の構成を推測可能であった。
ところが、北宋の仁宗の時代に王洙が宮中で「金匱玉函要略方」という書籍を発見した。調査の結果、これが『傷寒雑病論』のダイジェスト版で、その後半部分が同書の「雑病」部であることが判明した。そこで、『傷寒論』の校訂を務めた林億に『雑病』部の校訂が命じられた。林億はこれを『傷寒論』と重複しない‘雑病・方剤・婦人病’の部分だけを取り出して校訂し、欠けている部分を他の医書の引用部などを参考に補足し、分かりやすいように項目の配列の入れ替えを行った。これが『金匱要略（方論）』である。

## 構成
『金匱要略』は全25巻で、病気の処方ごとに編が組まれている（後に王億が方剤に関してもこの原則に併せて順序を改めている）。第一篇の「臓腑経絡先後病」では人体を一つの統一した有機体とする思想から邪気・正気・臓器間の関係などを通じて病気の発生とメカニズムとその治療法の原則（経絡・脈法を重視する事など）を説いている。以後、内科・外科・分類不可の病気・方剤・婦人病・救急法及び食物禁忌について書かれている。
ただし、一説には『傷寒論』を編纂した西晋の王叔和の時には、既に『傷寒論』から切り離されて独立した書籍になったといわれている。